# Святий Ієронім (Бассано)
«Святий Ієронім» (італ. San Gerolamo) — картина італійського живописця Якопо Бассано. Створена близько 1556 року. З 1900 року зберігається у колекції Галереї Академії у Венеції.

## Сюжет
У зображені святого Ієроніма, персонажа християнської історії, автора тлумачень і полемічних творів, було прийнято підкреслювати його віддаленість від світської суєти та населених місць. Ієронім чотири роки мешкав у Халкідській пустелі поблизу асирійського міста Антіохія. За переказами, він бив себе перед розп'яттям каменем у груди під час спокусливих видінь. У пустелі він вивчив давньоєврейську мову.
У Римі був секретарем і помічником папи Римського Дамасія I (пом. 384 р.). Саме за дорученням понтифіка він переклав з давньоєврейської на латинську мову книги Старого Заповіту, а також Євангеліє. У 1546 році на Тридентському соборі цей переклад був визнаний канонічним і отримав назву Вульгата. Святого тридиційно зображують з книгою, іноді — у кабінеті.

## Опис
На полотні зображений занурений у роздуми святий Ієронім у печері, з камнем у руці, перед розгорнутою книгою. Ще один атрибут в іконографії Ієроніма — череп. Однак тут не «за правилами» (під книгою, як череп першої людини) розташовується поруч на передньому плані, осяяний тим самим містичним світлом із напівтемрями, що і виснажене, але зовсім не аскетичне тіло Ієроніма. Дуже добре змальоване розп'яття: прикутий до хреста Ісус Христос написаний досить живо.
В образі святого, відміченому глибоким реалізмом, проглядається німецька традиція, згідно з якою зображуються покарання фізичні. Але в цій ідеальній гармонії, що об'єднує святого з дикою природою, яка підступає до порогу печери, де пустельник шукає спасіння від спокус, відчувається зв'язок з живописом Джованні Белліні. Холодне, майже сліпуче світло падає на обличчя старця, підкреслюючи глибину його роздумів про жертву Христа, і в той же час виявляє усі анатомічні деталі — роздуті вени на руці, складки дряблого тіла і зморшки на обличчі. Так створююється яскравий образ людина, яка показан у всій своїй душевній і фізичній ранимості. Використання світла, яке, хоч і повторуює пізнього Тіціана, відрізняється своєрідною багатшою палітрою.